# إنها هى (1996)
إنها هى هو فيلم كوميدي تم إنتاجه في الولايات المتحدة وصدر في سنة 1996. الفيلم من إخراج إدوارد بيرنز وكتابة إدوارد بيرنز. من بطولة إدوارد بيرنز وجينيفر أنيستون وكاميرون دياز.

## القصة
تدور أحداث الفلم في إطار كوميدي اجتماعي رومانسي حول الشقيقين (ميكي) سائق التاكسي، و(فرانسيس) رجل الأعمال، كل منهما لديه خلل في علاقته الغرامية، فـ(ميكي) الذي هجر خطيبته (هيذر) بعد أن خانته دخل في علاقة جديدة مع (هوب) طالبة الفن، لكن خطيبته السابقة عادت مرة أخرى إلى حياته، وأصبح معلقا بين الطرفين، وشقيقه (فرانسيس) الذي يخون زوجته (رينيه) ، وعندما تكتشف (رينيه) ذلك، تتهدد علاقتهما . وهكذا تتوالى الأحداث في صراعات، ومشاكل اجتماعية بين الأزواج وبعضهم، والأشقاء .

## الميزانية والإيرادات
بلغت تكلفة إنتاج الفيلم حوالي 3 ملايين دولار بينما حقق إيرادات تقدر بـ 13795053 دولار.

## وصلات خارجية
- إنها هى على موقع IMDb (الإنجليزية)
- إنها هى على موقع روتن توميتوز (الإنجليزية)
- إنها هى على موقع نتفليكس (الإنجليزية)
- إنها هى على موقع قاعدة بيانات الأفلام العربية
- إنها هى على موقع ألو سيني (الفرنسية)
- إنها هى على موقع Turner Classic Movies (الإنجليزية)
- إنها هى على موقع أول موفي (الإنجليزية)
- إنها هى على موقع بوكس أوفيس موجو (الإنجليزية)
- إنها هى على موقع فيلمافينيتي (الإسبانية)
- إنها هى على موقع قاعدة بيانات الأفلام السويدية (السويدية)